# Юліан (Вороновський)
Єпископ Юліа́н Вороно́вський (у світі Ю́рій Вороно́вський; 5 травня 1936, Гумниська — 28 лютого 2013, Львів) — єпископ Української греко-католицької церкви; з 17 квітня 1994 року — єпископ Самбірсько-Дрогобицький. Почесний громадянин Трускавця (2010), Почесний громадянин Буського району (2017).

## Життєпис

### Юнацькі роки, навчання, праця
Юліан Вороновський народився 5 травня 1936 року у селі Гумниська Буського району Львівської області. Після закінчення середньої школи поступив в Український Поліграфічний Інститут у Львові, котрий закінчив у 1961 зі спеціальністю інженер-технолог поліграфічного виробництва. Впродовж п'ятнадцяти років працював на різних посадах від інженера до начальника відділу у Проектно-Конструкторському Інституті у м. Львові. У 1976, коли праця на займаних посадах стала для нього недоступною через його віровизнання, змушений був звільнитися і перейти на просту роботу в котельню, де працював до часу виходу УГКЦ із підпілля.

### Монах та священик
У 1958 вступає до підпільного монастиря Монахів Студійського уставу і починає навчатися у підпільній греко-католицькій семінарії. У 1964 складає чернечу схиму, в часі якої через наречення отримує ім'я Юліян. 27 жовтня 1968 з рук єпископа Василя Величковського (підпільного Митрополита УГКЦ) приймає ієрейські свячення. Молодий ієромонах активно включається у діяльність підпільної Української греко-католицької церкви. Він відвідує домівки греко-католиків, у яких відправляє богослужіння, надаючи їм духовну опіку. Згодом о. Юліяна вибирають ігуменом підпільного монастиря. За це ієромонаха Юліяна неодноразово викликають до спецслужб, звинувачуючи його у антирадянській діяльності. Через недостатність доказів йому вдається уникнути покарань.

### Єпископ
30 вересня 1986 року тодішній Митрополит підпільної Церкви Володимир Стернюк на одній із львівських квартир хіротонізує ієромонаха Юліяна Вороновського, і призначає його єпископом-помічноком у Львові. У часі легалізації УГКЦ і відновленні української державності Владика Юліян бере активну участь у богослужіннях, маніфестаціях, віче тощо. Цей єпископ є членом екуменічної студійної групи, до якої належать єпископи та священики Греко-католицької та Православної церков. Владика Юліян прикладає багато зусиль до конфесійного порозуміння і є добрим авторитетом як для духовенства так і мирян не лише греко-католиків, але і вірних інших конфесій. Єпископ веде відкритий і відвертий діалог із представниками державної влади та ієрархами інших Церков.
У 1990 Мирославом Іваном (Любачівським), Главою УГКЦ, був призначений Архимандритом монастиря Студійського Уставу, а в 1991 — ректором Львівської Духовної Семінарії Святого Духа.
В 1993 йому було доручено адміністраторство новоутвореної Самбірсько-Дрогобицької Єпархії, 17 квітня 1994 року Владику Юліяна введено на престіл новоутвореної Самбірсько-Дрогобицької Єпархії, уряд Правлячого Архиєрея виконував і по день своєї смерті.
За час свого єпископського служіння Владика Юліян висвятив понад 200 священиків, освятив понад 100 храмів, ініціатором будівництв та фундатором багатьох з них був сам. За 12 років свого служіння повіреної Єпархії Владиці вдалося розбудувати структури єпархії, відкрити духовну семінарію, Катехитичний інститут, працювати над розробленням різних програм для навчання дітей та молоді, а також приділяти велику увагу соціальним проектам.
Указом Президента України від 4 листопада 1999 владику нагороджено орденом «За заслуги» ІІІ ступеня за багаторічну плідну церковну діяльність, вагомий особистий внесок в утвердження засад християнської моралі в суспільстві; 26 червня 2006 року — орденом «За заслуги» ІІ ступеня за вагомий особистий внесок у державне будівництво, утвердження конституційних прав і свобод громадян, соціально-економічний і духовний розвиток України.
7 травня 2011 у Катедральному соборі Пресвятої Трійці у Дрогобичі відбулось урочисте святкування 75-літнього ювілею владики Юліана. З цієї нагоди до Дрогобича прибув Блаженніший Святослав (Шевчук), Глава УГКЦ. До ювілею єпископа було видано книгу «Нехай буде воля Твоя», над якою трудився колектив авторів. Основу книги становлять спогади владики Юліана про своє життя та служіння в часи підпілля УГКЦ.
9 липня 2011 року владика Юліан отримав звання «Doctor honoris causa» Українського католицького університету.
27 жовтня 2011 року повідомлено, що Блаженніший Святослав (Шевчук) за згодою Синоду єпископів УГКЦ прийняв зречення владики Юліана з уряду єпископа Самбірсько-Дрогобицького. З цього часу владика Юліан став вислуженим єпископом Самбірсько-Дрогобицьким.
28 лютого 2013 року у Львові на 77 році життя владика Самбірсько-Дрогобицької єпархії УГКЦ єпископ Юліан (Вороновський), який 45 років виконував обов'язки священика УГКЦ, з них 27 — єпископом, помер.
1 березня тіло владики прибуло в Дрогобич і було поміщено до Катедрального храму Пресвятої Трійці. Три дні в соборі проходило прощання вірних УГКЦ з владикою, відправлялись Служби Божі за упокій душі архиєрея, читалося Євангеліє.
4 березня о 10 годині у Кафедральному соборі розпочалася соборова архиєрейська Божественна Літургія, у якій взяли участь приблизно 300 священиків і єпископів та тисячі мирян. Літургію очолив і виголосив проповідь архієпископ і митрополит Івано-Франківський Володимир (Війтишин). Після літургії траурна процесія простягнулася від собору Пресвятої Трійці до храму Переображення Господнього, звідки після панахиди тіло новопереставленого Архиєрея відвезли згідно заповіту до Унева.
Похований 5 березня на монашому цвинтарі на Чернечій горі Свято-Успенської Унівської лаври.

## Нагороди та звання
- 2006 — Орден «За заслуги» II ступеня
- 1999 — Орден «За заслуги» III ступеня
- 2010 — Почесний громадянин Трускавця[1].
- 2011 — «Doctor Honoris Causa»